# Anceaumeville
Anceaumeville è un comune francese di 702 abitanti situato nel dipartimento della Senna Marittima nella regione della Normandia.

## Società

### Evoluzione demografica
Abitanti censiti